# Interactive Voice Response
Per Interactive Voice Response (IVR, Risposta Vocale Interattiva) si intende un sistema capace di recitare informazioni ad un chiamante interagendo tramite tastiera telefonica DTMF. Per similitudine, si parla anche di servizio IVR o albero di navigazione IVR.
Più in particolare, un sistema IVR, di solito, consente di recitare un insieme di messaggi preregistrati, recitare menu a scelta multipla, memorizzare dati introdotti da tastiera, mandare fax, interrogare sia database aziendali che sistemi Computer Telephony Integration (CTI).
I sistemi IVR più evoluti integrano il riconoscimento vocale, il quale consente di offrire un servizio al chiamante riconoscendo naturalmente il linguaggio parlato.
Uno dei compiti di un IVR è quello di alleggerire il carico di chiamate pervenute agli operatori di un call center fornendo informazioni standard e frequentemente richieste (es: orari di apertura e chiusura, costo dei servizi, indirizzi). Infatti, l'IVR è una delle funzionalità base di qualsiasi sistema software di un Contact center anche se ormai è impiegato comunemente pure da imprese ed enti di piccola dimensione, dal momento che è normalmente offerto come servizio da tutti i fornitori di telefonia.
I sistemi IVR sono solitamente progettati per indirizzare la gestione del flusso di chiamate in modalità Self-Service, ovvero fornire le scelte e relative informazioni ai clienti minimizzando l'esigenza di operatori telefonici umani.
Esistono soluzioni software specifiche per realizzare IVR, simularne il comportamento e modificarli rapidamente in funzione delle esigenze di servizio, attraverso apposite interfacce di IVR Design o Visual IVR.